# План «Великая Сирия»
План «Великая Сирия» (араб. مشروع سوريا الكبرى‎, Проект «Великая Сирия») — проект создания федерации арабских государств под покровительством Великобритании, разработанный британцами и выдвинутый в 1942 году премьер-министром Ирака Нури Саидом.
С 1943 года главную роль в реализации плана стал играть эмир Трансиордании Абдалла, предложивший создать единое государство в составе Ливана, Палестины, Сирии и Трансиордании под своим управлением.
Практическим шагом к осуществлению проекта явилось включение в 1950 году в состав Иордании части Палестины.
Проект встретил активное сопротивление со стороны Франции и США, а также в некоторых арабских странах и потерпел неудачу.